# Eurydice paxilli
Eurydice paxilli är en kräftdjursart som beskrevs av Marilyn Schotte och Brian Frederick Kensley 2005. Eurydice paxilli ingår i släktet Eurydice och familjen Cirolanidae.
Artens utbredningsområde är Saudiarabien. Inga underarter finns listade i Catalogue of Life.